# Anna Hasselborg
Anna Ellinor Hasselborg, född den 5 maj 1989 i Stockholm, är en svensk curlingspelare. Hon ledde det lag som tog OS-guld 2018 och OS-brons 2022. Hon tävlar för Sundbybergs CK.
Hasselborg började tävla i internationella mästerskapssammanhang 2008 i EM i mixed curling. Hon deltog i juniorvärldsmästerskapen i curling 2009 och 2010, där hon vann det senare året. År 2014 var hon skipper för det svenska laget i europamästerskapen, där laget kom på femte plats. Tillsammans med Oskar Eriksson vann hon guld på VM i mixed-dubbelcurling 2019.
2015 bildade hon lag tillsammans med Sara McManus, Agnes Knochenhauer och Sofia Mabergs. Laget tog guld på OS i Pyeongchang 2018 samt brons vid OS fyra år senare. Laget har även vunnit tre VM-silver (2018, 2019, 2021), två EM-guld (2018 och 2019) och tre EM-silver (2016, 2017 och 2021).